# Deir el-Bahari
Deir el-Bahari hoặc Dayr al-Bahri (tiếng Ả Rập: الدير البحري al-Dayr al-Baḥrī "Tu viện phía Bắc") là một quần thể các đền thờ phục vụ cho tang lễ và tưởng niệm, và các lăng mộ nằm trên bờ tây của sông Nile, đối diện thành phố Luxor, Ai Cập. Đây là một phần của Khu lăng mộ Thebes.
Tượng đài đầu tiên được xây dựng tại địa điểm này là ngôi đền chôn cất Mentuhotep II của Vương triều thứ Mười Một. Nó được xây dựng trong thế kỷ 15 trước Công nguyên.
Trong Vương triều thứ Mười Tám, Amenhotep I và Hatshepsut cũng đã cho xây dựng nhiều công trình tại địa điểm này.

## Đền thờ của Nebhepetre Mentuhotep

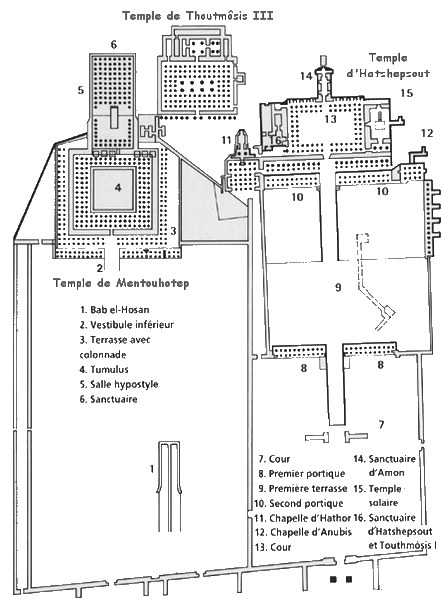
Bản đồ quy hoạch của khu vực Deir el-Bahari.

Mentuhotep II, vị vua của Vương triều thứ Mười Một, người đã thống nhất Ai Cập vào đầu Trung Vương quốc, đã xây dựng một tổ hợp công trình tang lễ rất bất thường. Ngôi đền của ông được xây dựng trên nhiều cấp độ cao trong một vòng cung lớn ở Deir el-Bahari. Để tiếp cận vào khu vực đó, đã có một con đường đắp đất rộng 16 mét (150 ft) dẫn từ một ngôi đền trong thung lũng ngày nay không còn tồn tại.
Ngôi đền tang lễ gồm một sân trước và một cổng vào, được bao quanh bởi các bức tường ở ba phía và một mái hiên trên đó có một cấu trúc hình vuông lớn có thể là đại diện cho một gò đất nguyên thủy phát sinh do vùng nước hỗn loạn. Vì ngôi đền quay mặt về hướng đông, cấu trúc có khả năng được xây dựng để liên hệ với giáo phái mặt trời của thần Ra và sự phục sinh của nhà vua.
Từ phần phía đông của tiền sảnh, một lối đi được mở ra được gọi là Bab el-Hosan ('Cổng của các kỵ sĩ') dẫn đến một lối đi ngầm và một ngôi mộ chưa hoàn thành hoặc có thể là đài tưởng niệm chứa một bức tượng của nhà vua. Ở phía tây, cây me và cây sycamore được trồng bên cạnh đoạn đường dẫn lên mai hiên. Ở phía sau của tiền sảnh và mai hiên là một hàng cột được trang trí bằng các bức phù điêu với hình ảnh của đám rước thuyền, săn bắn và cảnh cho thấy thành tích quân sự của nhà vua.
Tượng của vua Vương triều thứ 12 là Senusret III cũng được tìm thấy ở đây.
Phần chính của ngôi đền nằm bên trong một vách đá và được khoét sâu vào đá. Cấu trúc giống như mastaba trên mai hiên được bao quanh bởi một hàng cột trụ dọc theo bức tường phía tây, nơi người ta đã tìm thấy những bức tượng và lăng mộ của một số bà vợ và những người con gái hoàng gia. Những công chúa hoàng gia này là các nữ tu sĩ của Hathor, một trong những vị thần tang lễ chính của người Ai Cập cổ đại. Mặc dù còn lại rất ít cổ vật thuộc về quá trình chôn cất của nhà vua, sáu sarcophagi đã được lấy từ các ngôi mộ của các quý bà hoàng gia (Ashayet, Henhenet, Kawit, Kemsit, Muyet và Sadhe). Mỗi tấm được tạo thành từ sáu phiến, được giữ với nhau ở các góc bằng nẹp kim loại và được chạm khắc nổi. Chiếc quách của Nữ hoàng Kawit, hiện đang được lưu giữ ở Bảo tàng Cairo, vẫn đang trong tình trạng đặc biệt tốt.
Trục chính của ngôi đền và sau đó là đường hầm dốc nghiêng xuống 150 mét và kết thúc tại một phòng chôn cất bên dưới sân trước khoảng 45 mét. Khoang này chứa một ngôi đền, nơi từng lưu giữ quan tài bằng gỗ của Nebhepetre Mentuhotep.

## Đền thờ của Hatshepsut

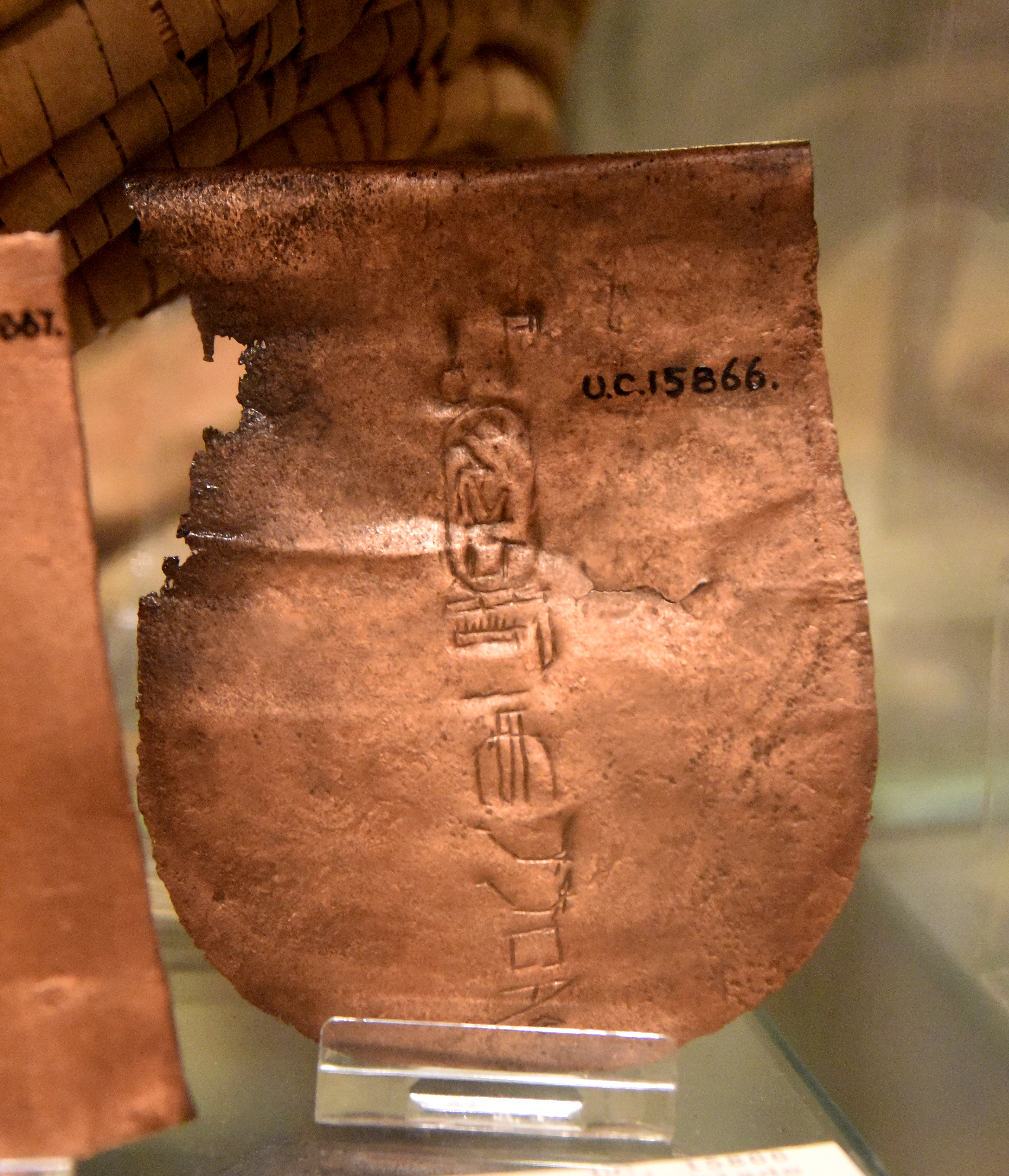
Đĩa đồng, có lẽ là một phần của lưỡi rìu, cho thấy cartouche của Hatshepsut. Vương triều thứ 18. Bảo tàng Khảo cổ Ai Cập Petrie, London

Tâm điểm của khu phức hợp Deir el-Bahari là Djeser-Djeseru có nghĩa là "Vị thánh của những vị thánh", trong Đền thờ của Hatshepsut. Nó được xây dựng thành một mặt vách đá nhô lên trên nó, và phần lớn được coi là một trong những "di tích không thể sánh được của Ai Cập cổ đại". Đó là 30 mét (98 ft) cao.
Ngày nay, các bậc thang của Deir el-Bahari chỉ truyền tải một ấn tượng mờ nhạt về ý định ban đầu của Senenmut. Hầu hết các đồ trang trí bức tượng đều bị mất tích - các bức tượng của Osiris ở phía trước các cột của cột đền phía trên, đại lộ nhân sư trước sân, và các tượng đứng, ngồi và quỳ của Hatshepsut; những thứ này đã bị phá hủy trong một sự lên án vị pharaon này. Kiến trúc của ngôi đền đã bị thay đổi đáng kể do một sự khôi phục nhưng đã mắc sai lầm vào đầu thế kỷ 20 sau Công nguyên

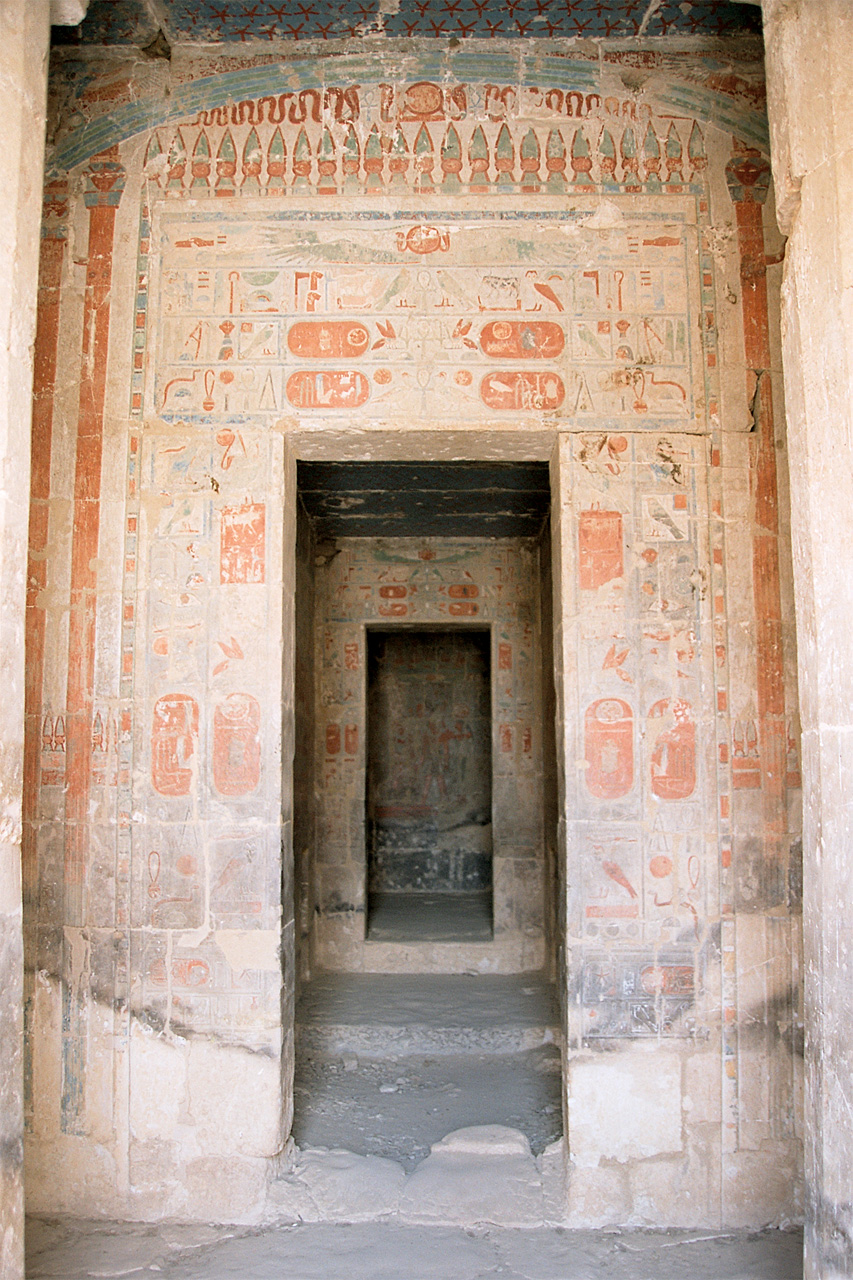
Cánh cửa thánh địa

Tác phẩm điêu khắc phù điêu trong đền thờ của Hatshepsut kể lại câu chuyện về sự ra đời thiêng liêng của pharaon. Các chu kỳ văn bản và hình ảnh cũng nói về một cuộc thám hiểm đến Vùng đất hoang Xứ Punt, một quốc gia kỳ lạ trên bờ Biển Đỏ.

## Đền thờ của Thutmose III
Thutmose III đã cho xây dựng một quần thể đền thờ ở đây, dành riêng để thờ Thần Amun. Được phát hiện vào năm 1961, nó được cho là đã được sử dụng trong một lễ hội của thung lũng (Lễ hội Đẹp của Thung lũng). Không có nhiều thông tin về khu phức hợp này vì nó đã bị bỏ hoang sau khi chịu thiệt hại nghiêm trọng trong một trận lở đất ở Vương triều thứ Hai Mươi sau đó. Về sau, nó được sử dụng làm nguồn tư liệu cho việc xây dựng và vào thời kỳ Kitô giáo thống trị, nó đã trở thành một nghĩa trang Coplic.

## Lăng mộ hoàng gia và phi hoàng gia

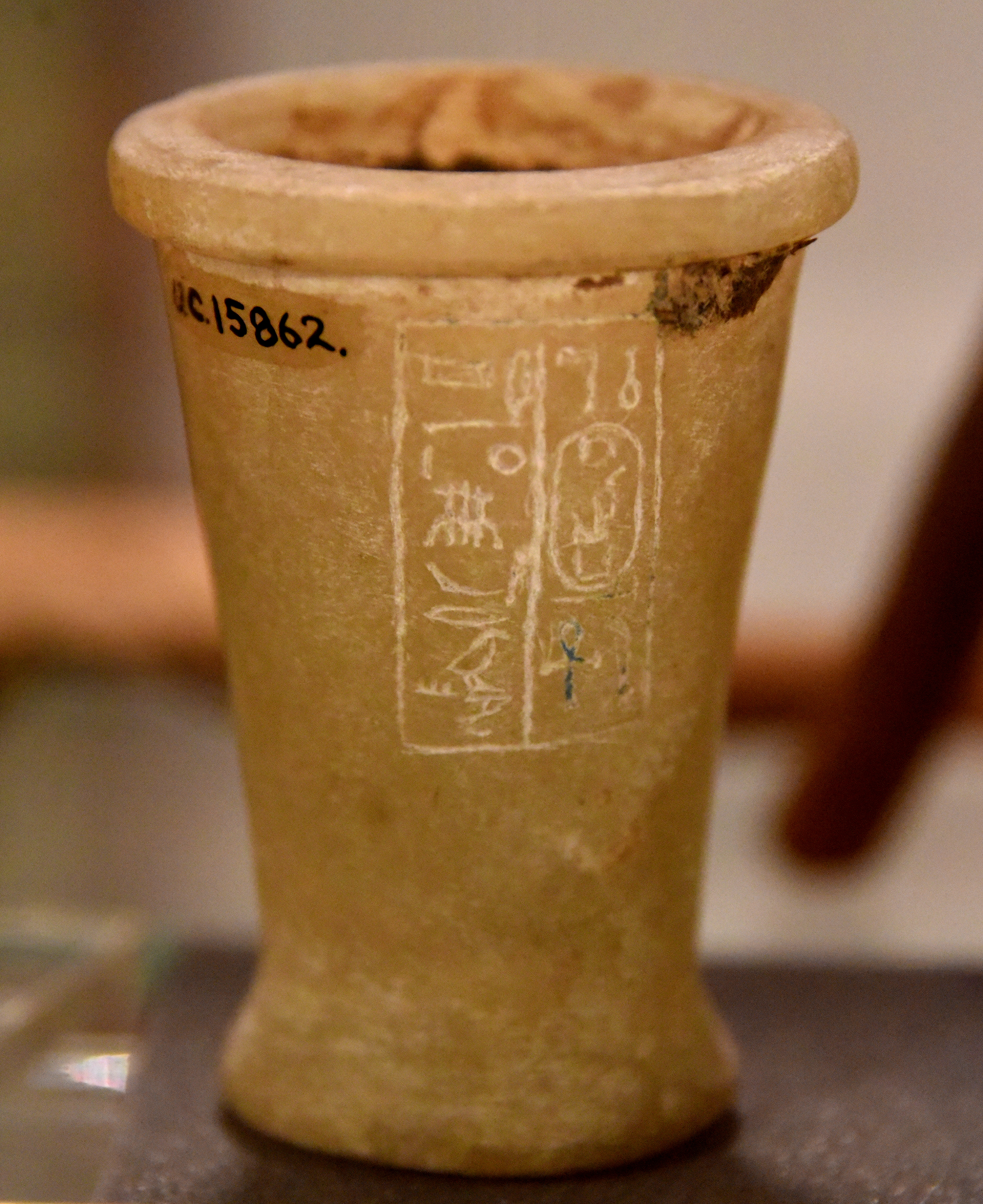
Một bình chứa có ghi cartouche của Hashepsut. Vương triều thứ 18. Thu thập từ Deir el-Bahari, Ai Cập. Bảo tàng Khảo cổ Ai Cập Petrie, London

Ngôi mộ DB320 nằm trong một hốc ẩn trong các vách đá ở phía nam của Deir el-Bahari, có một phòng chứa dành cho bốn mươi xác ướp hoàng gia, chúng được chuyển đến đó từ Thung lũng các vị Vua. Các thi thể này đã được đặt ở đó bởi các thầy tu của Vương triều thứ Hai Mươi, rất có thể để ngăn chặn các vụ mạo phạm và cướp bóc thêm của những tên cướp mộ. Ngôi mộ có lẽ ban đầu được xây dựng cho các thầy tu của Vương triều thứ 21, rất có thể là dành cho gia đình của Thầy tu Pinedjem II.
Trong nhà chứa này, người ta đã tìm thấy các xác ướp của Ahmose I, cùng với các nhà lãnh đạo Vương triều thứ Mười Tám và Mười Chín là Amenhotep I, Thutmose I, Thutmose II, Thutmose III, Ramesses I, Seti I, Ramesses II và Ramesses IX. Trong một căn phòng riêng biệt người ta đã tìm thấy các xác ướp của thầy tu tối cao của Vương triều thứ 21 và các pharaon Pinedjem I, Pinedjem II và Siamun. Sau đó, một phòng chứa khác bao gồm 153 xác ướp của các thầy tu cũng được tìm thấy trong một ngôi mộ tại địa điểm này.
Những ngôi mộ riêng tư có niên đại từ thời trung vương quốc qua đến thời Ptolemaic cũng nằm ở đây. Có hai ngôi mộ riêng tư đáng chú ý nhất tại Deir el-Bahari. Cái đầu tiên là của Meketre (nằm ở TT280), trong đó có nhiều mô hình tang lễ bằng gỗ sơn từ Thời kỳ Trung Vương quốc lần đầu tiên người ta phát hiện ra chiếc bình canopic.
Ngôi mộ thứ hai, ngôi mộ "bí mật" của Senenmut - một kiến trúc sư và người quản gia giám sát việc xây dựng các ngôi đền cho Hatshepsut cũng được xây dựng trong khu phức hợp. Ngôi mộ của Senenmut đã bị phá hoại từ thời cổ đại, nhưng một số tác phẩm nghệ thuật phụ trợ vẫn còn nguyên vẹn. Nó là một ngôi mộ rất lớn và hành lang của nó dài hơn 100 yard (92 m). Tuy nhiên, nó chưa bao giờ được hoàn thành và Senenmut không được chôn cất ở đó. Ông ta có một ngôi mộ khác, nằm cách không xa Deir el-Bahari, nơi có khả năng là để đặt xác ướp của ông ta, nhưng nó cũng từng bị phá hoại và bị cướp bóc.
Một khu vực rộng lớn của các ngôi mộ phi hoàng gia trong vùng lân cận này được gọi là Sheikh Abd el-Qurna.
Việc phát hiện ra phòng chứa của xác ướp được mô tả trong bộ phim Ai Cập The Night of Counting the Years (1969).

## Khủng bố
Vào năm 1997, 58 khách du lịch và bốn người Ai Cập đã bị tàn sát tại Đền thờ của Hatshepsut bởi những kẻ khủng bố Hồi giáo thuộc giáo phái Hồi giáo cực đoan al-Gama'a al-Islamiya, sự kiện này nằm trong sự kiện Thảm sát Luxor, làm giảm đi lượng khách du lịch trong khu vực.

## Hình ảnh

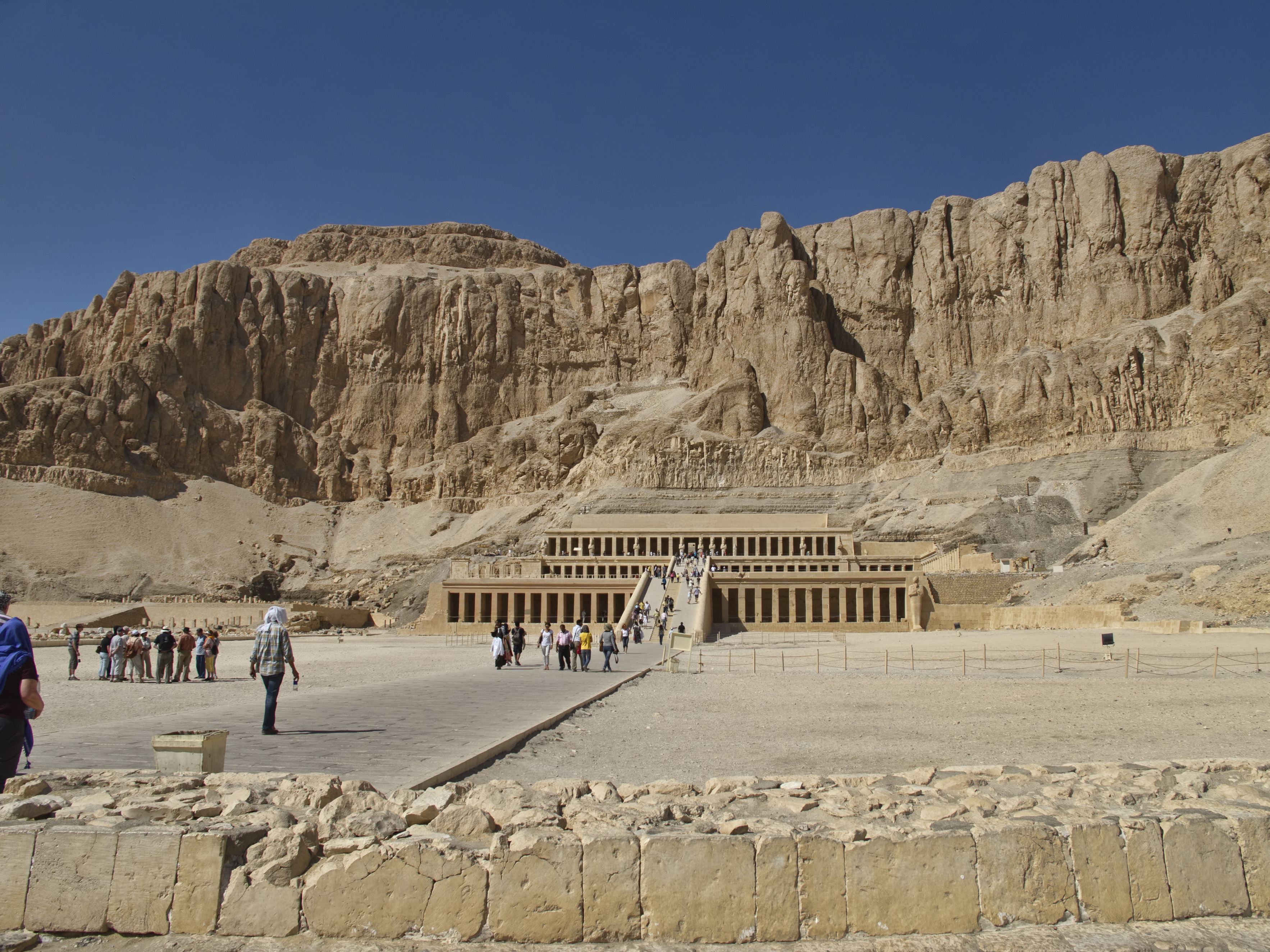
Djeser-Djeseru — Đền thờ của Hatshepsut, tâm điểm của khu vực
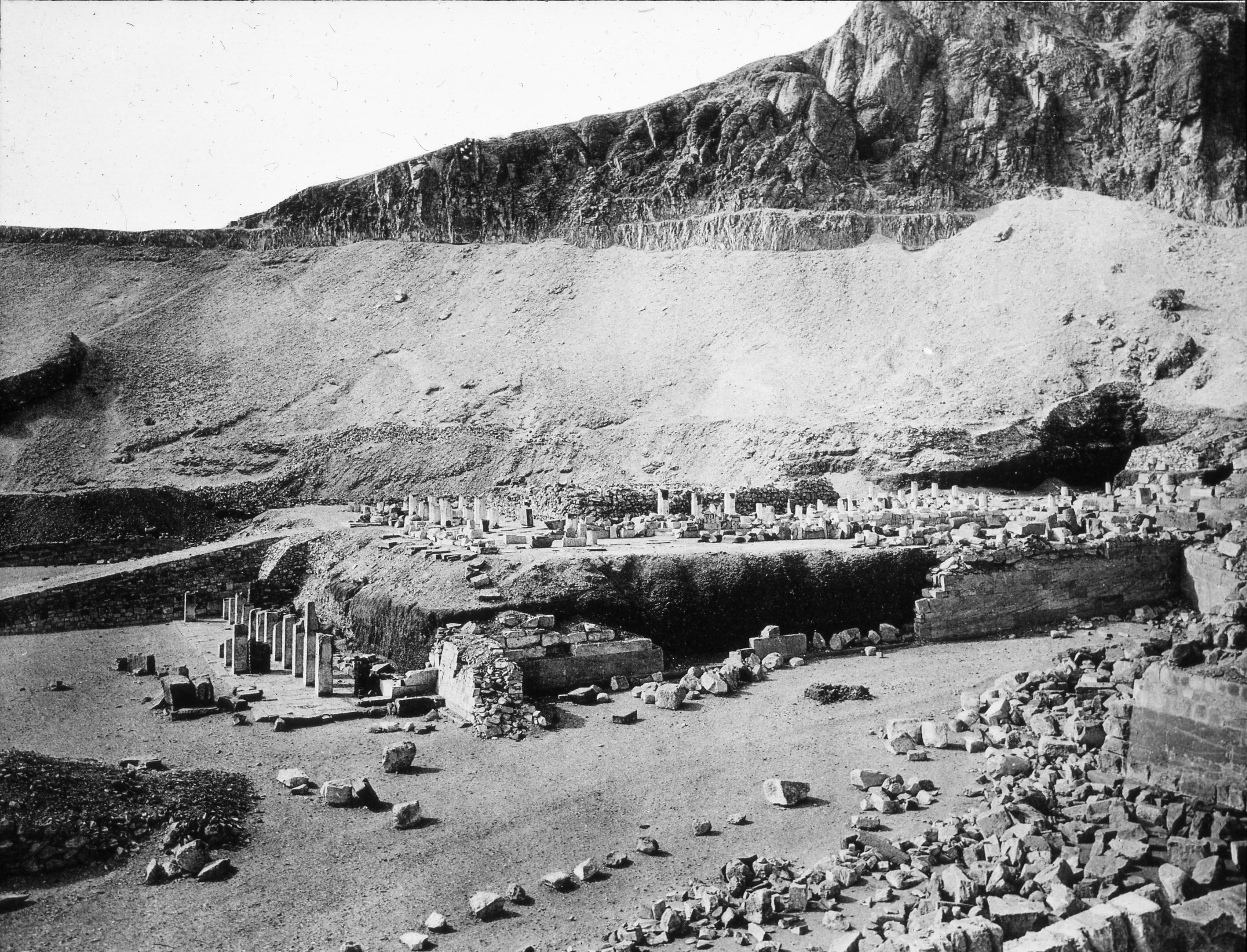
Deir el-Bahari
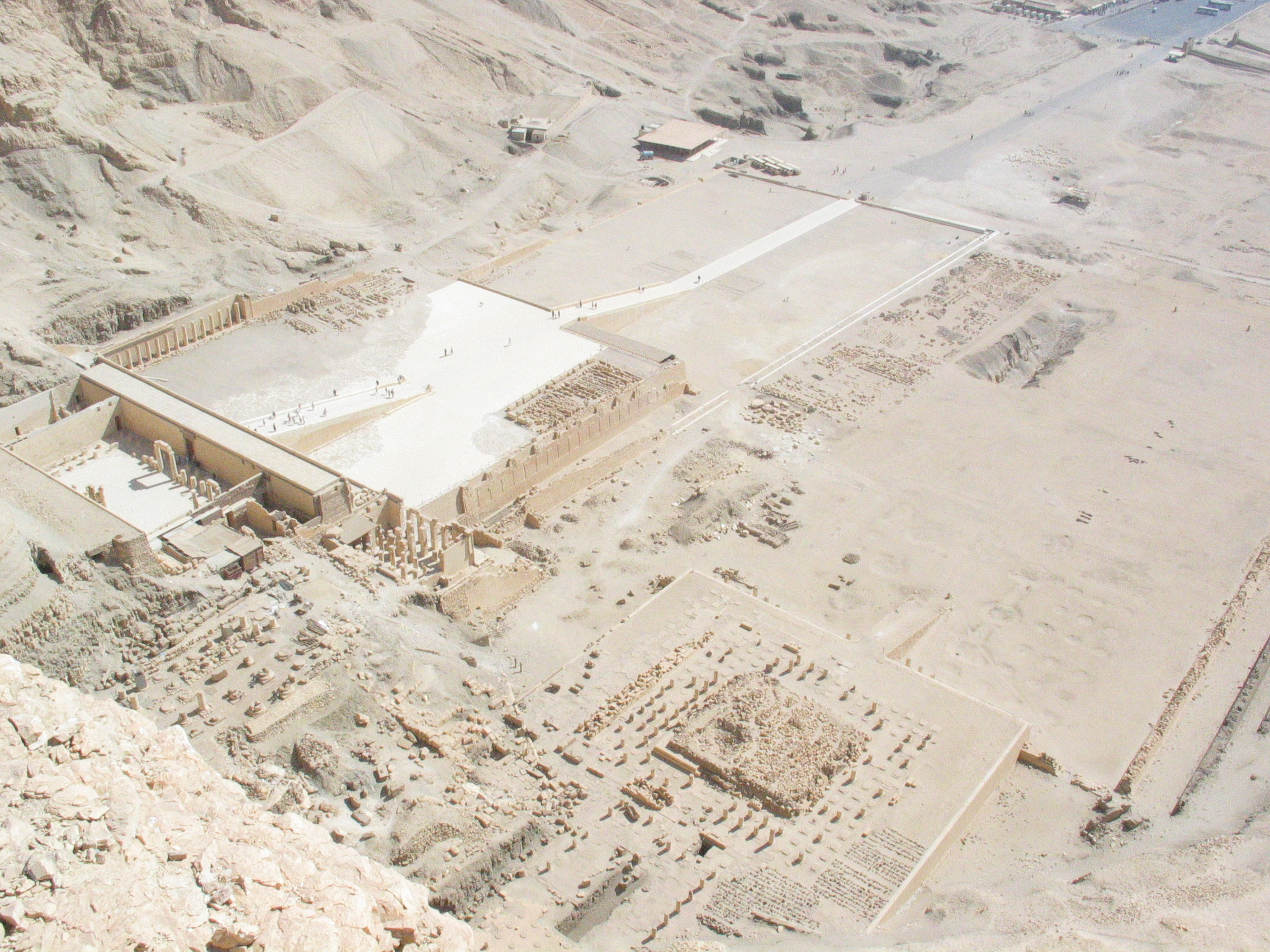
Ba ngôi đền tại Deir el-Bahari nhìn từ đỉnh vách đá phía sau chúng, một phần của ngôi đền Hatshepsut có thể được nhìn thấy phía bên trái, ngôi đền của Thutmosis III ở giữa và ngôi đền của Mentuhotep II ở bên phải
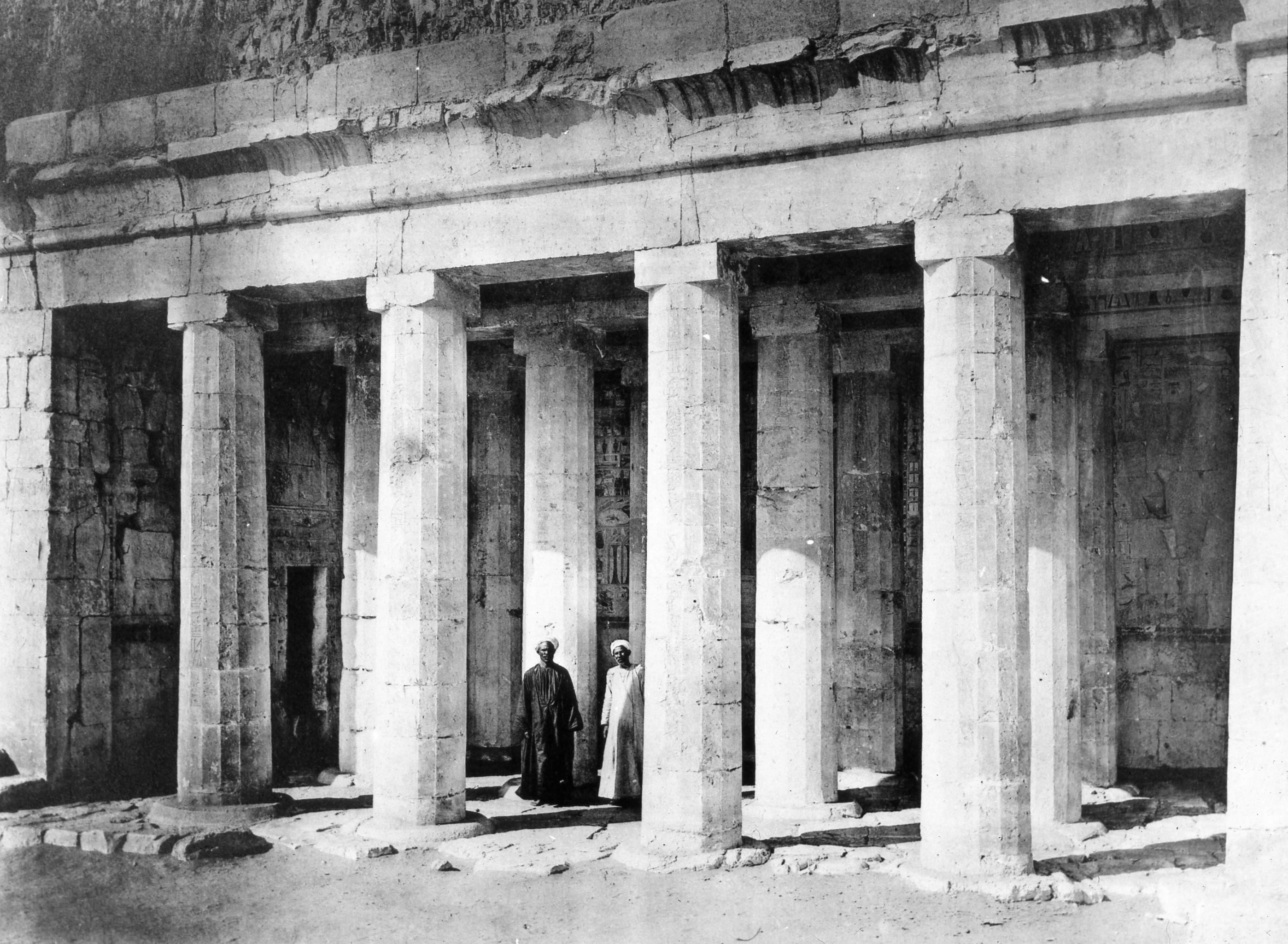
Deir el-Bahari
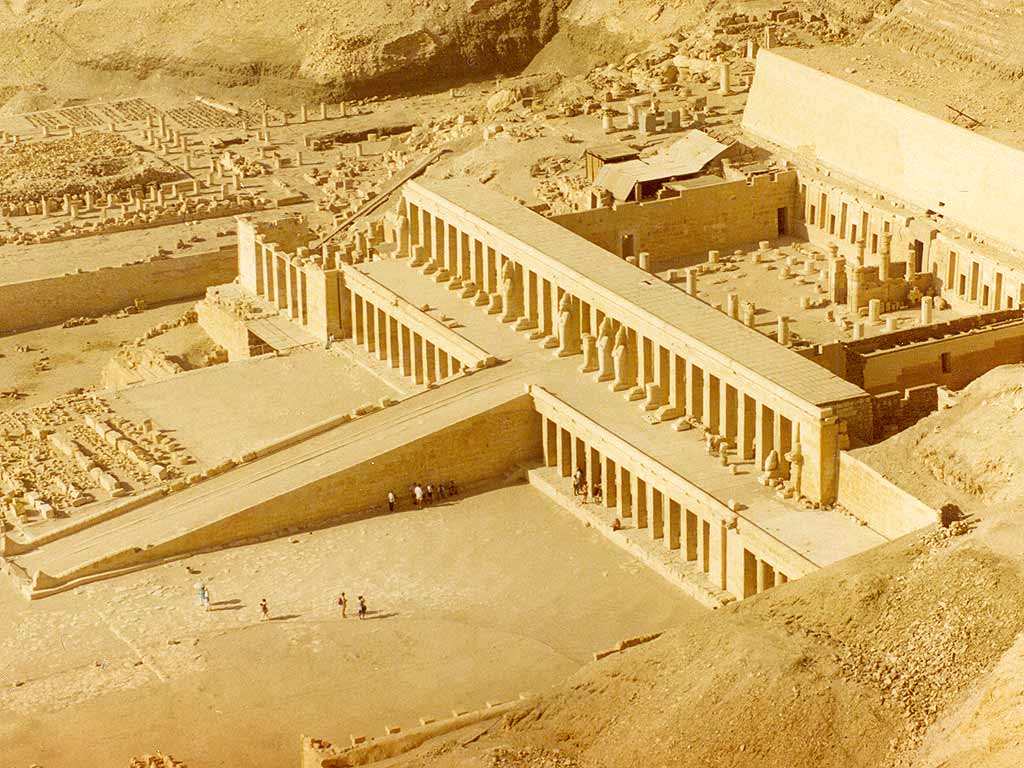
Đền thờ của Hatshepsut
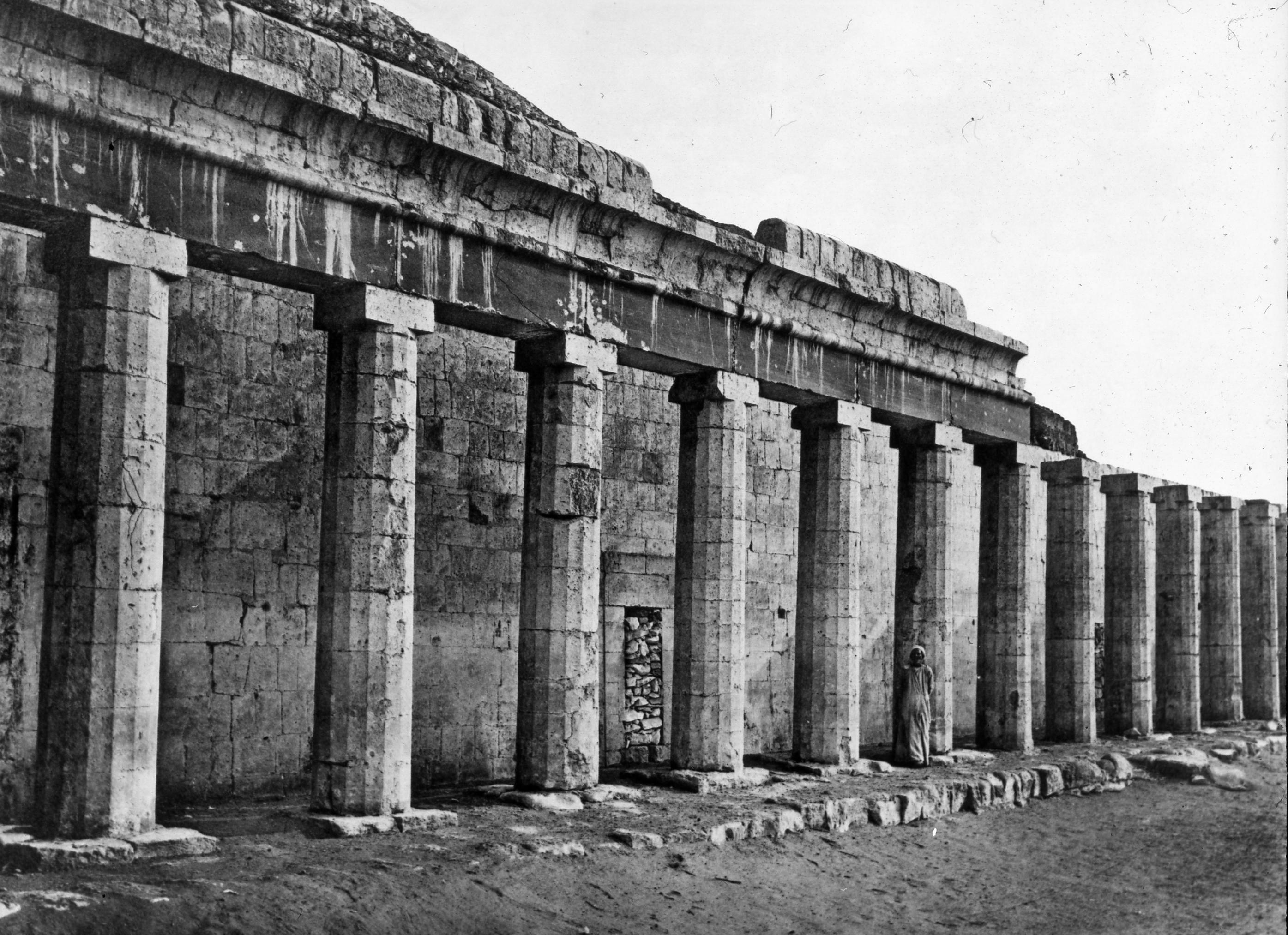
Deir el-Bahari
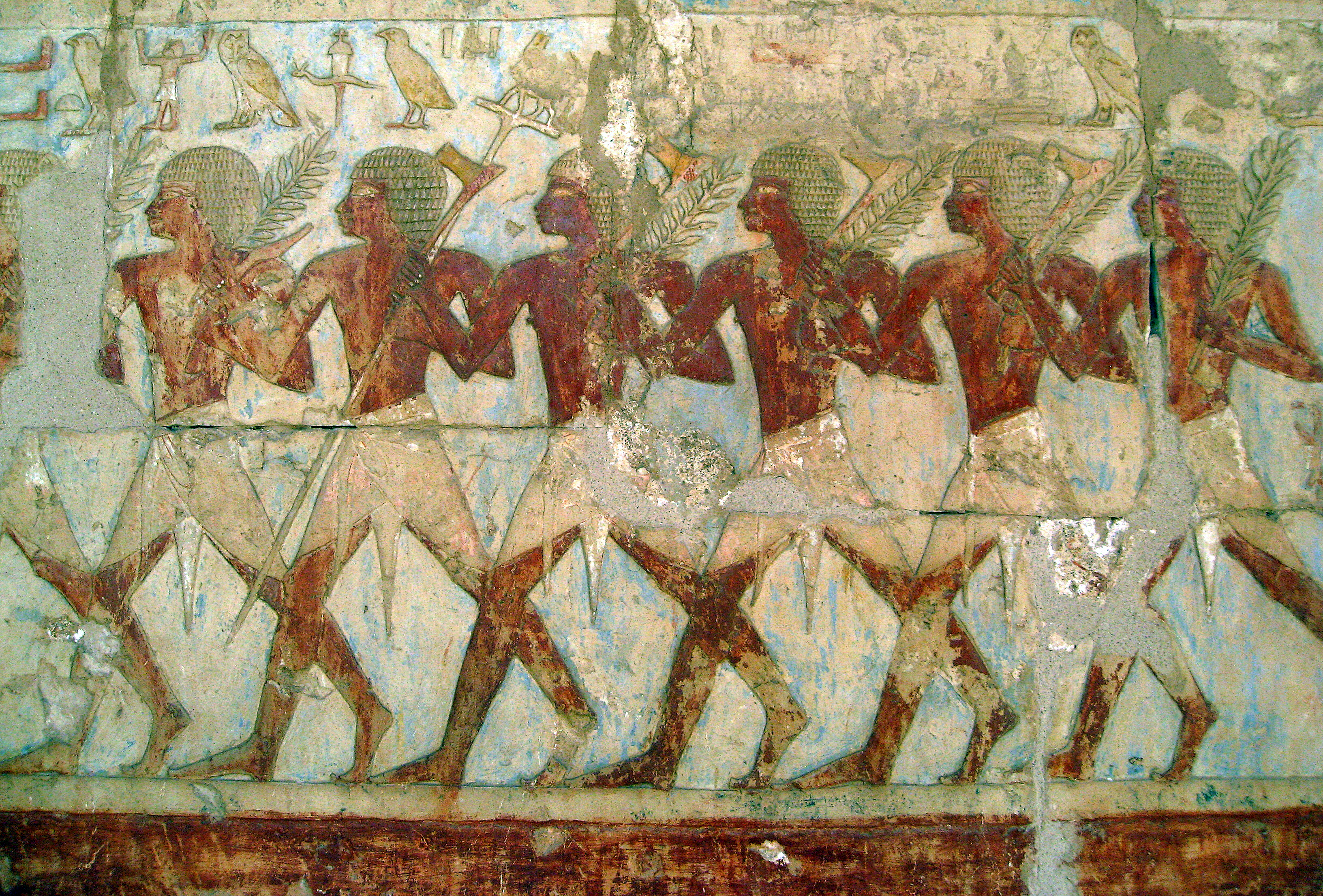
Những người lính Ai Cập trong chuyến thám hiểm năm thứ 9 của Hatshepsut đến Vùng Xứ Punt, như được mô tả trên đền thờ của bà tại Deir el-Bahri
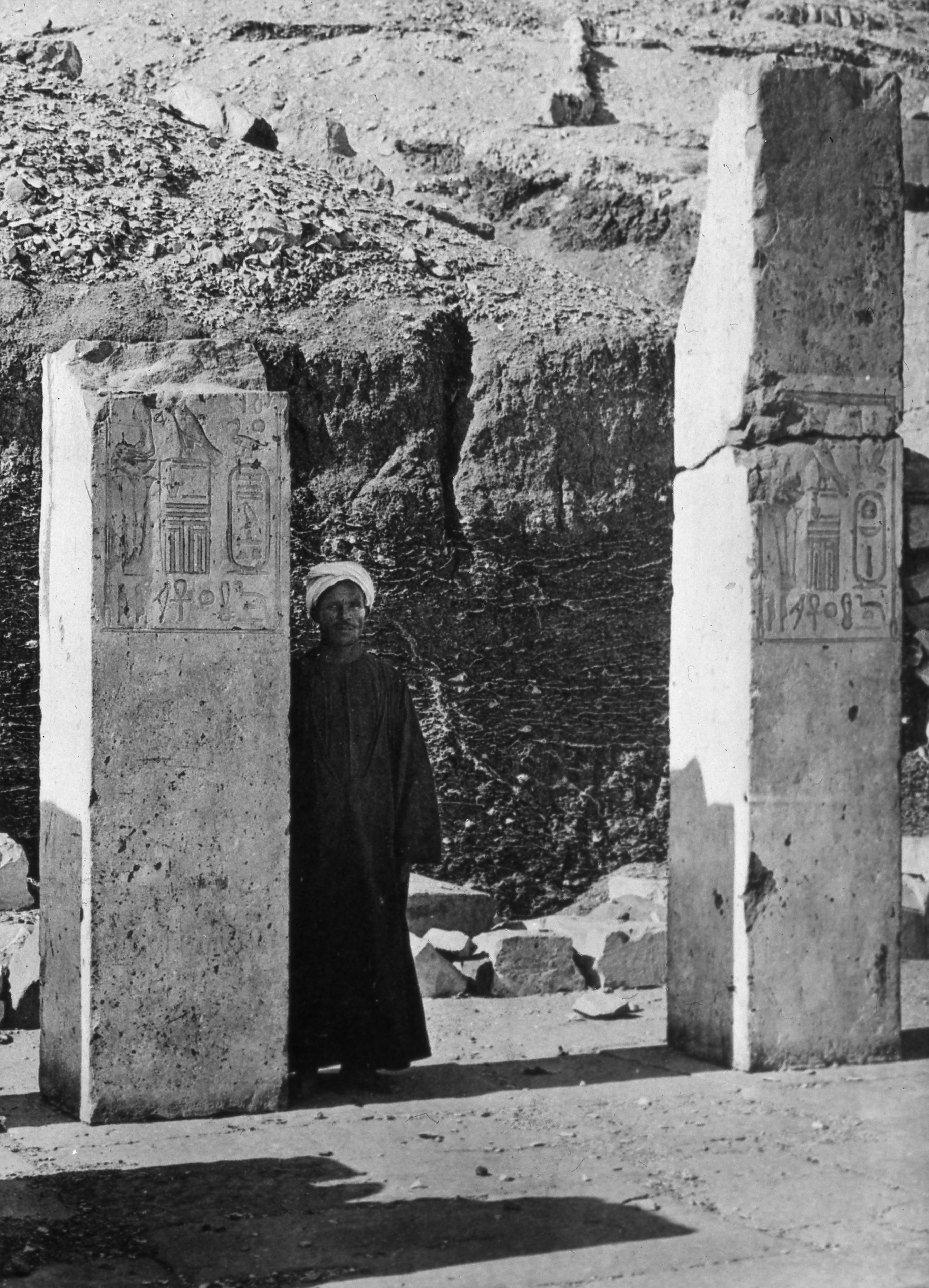
Deir-El-Bahari
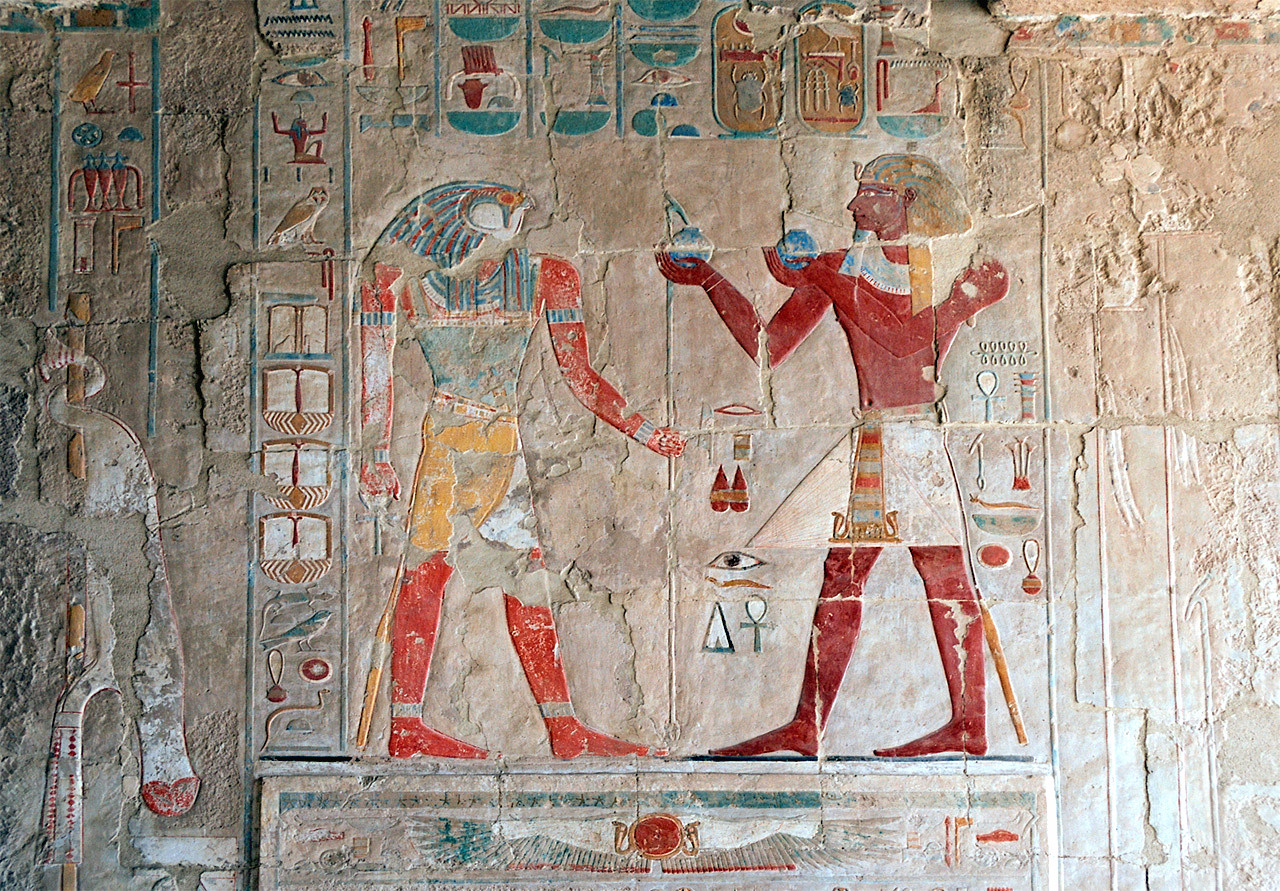
Trang trí chữ tượng hình
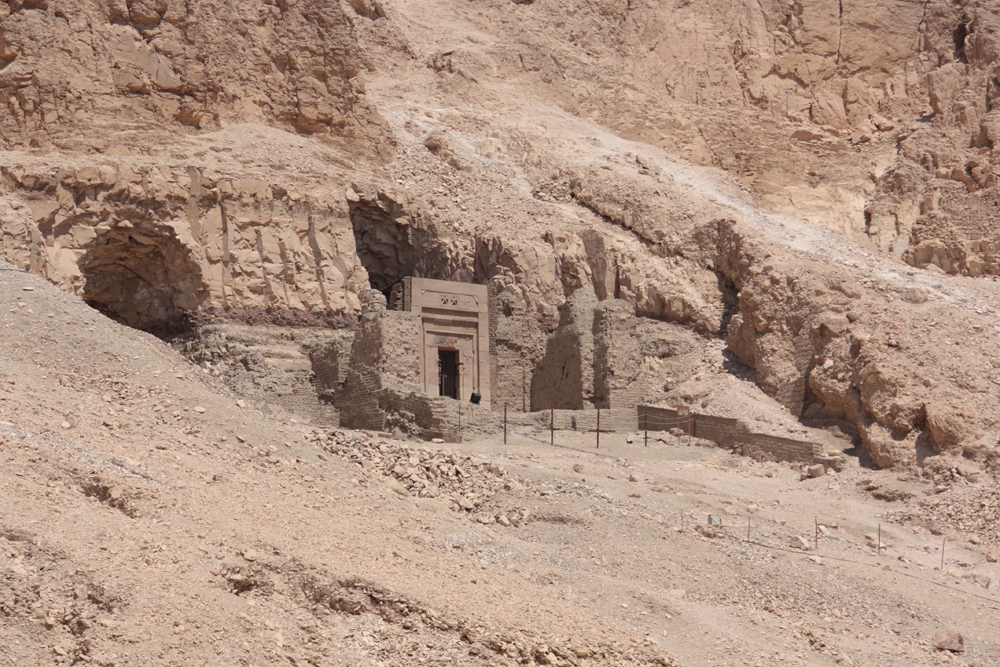
TT353 của Sen-en-Mut (lăng mộ Senenmut) - một hypogeum được xây dựng theo lệnh của Sen-en-Mut, dài 97,36m và sâu 41,93m
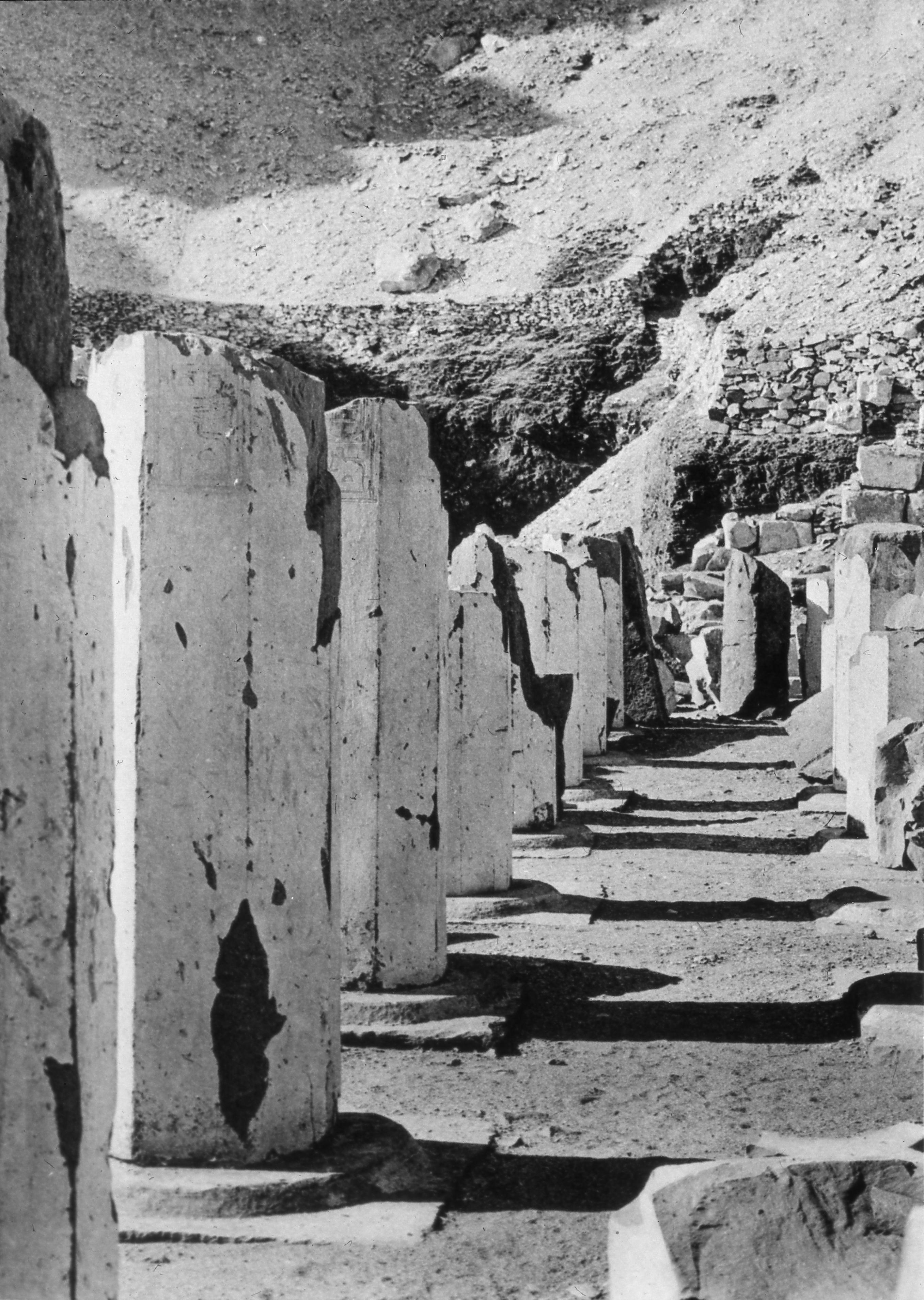
Deir el-Bahari
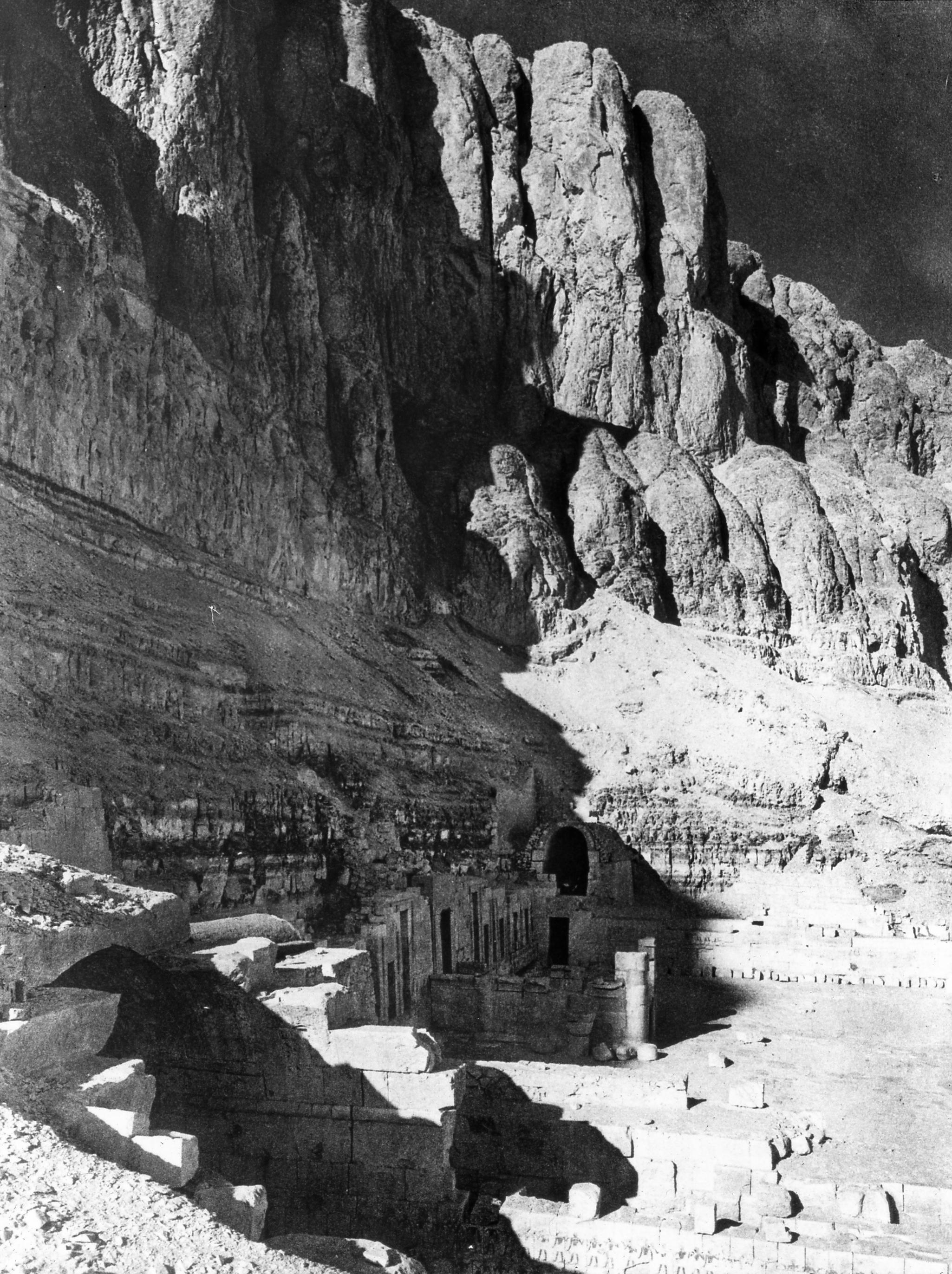
Deir el-Bahari
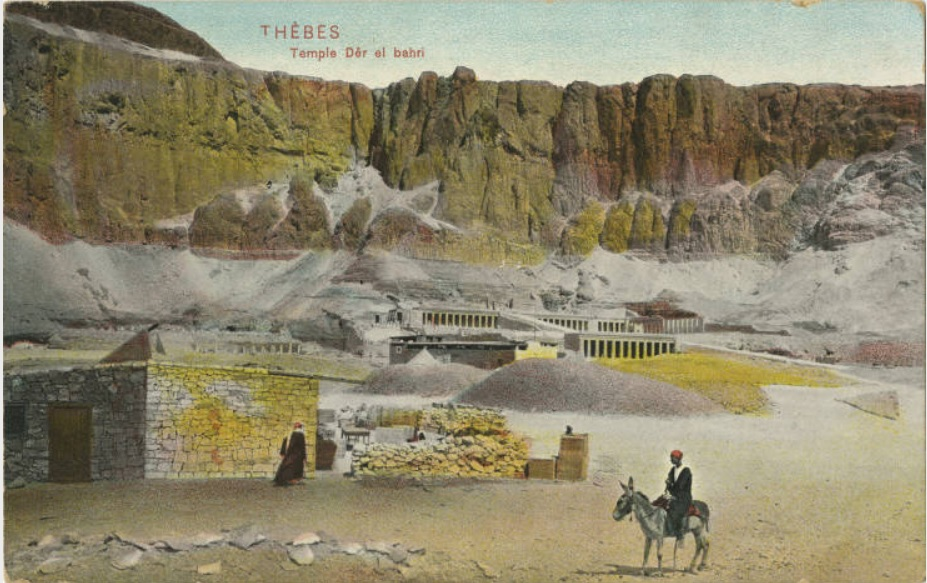
Thebes - Đền Deir el-Bahari
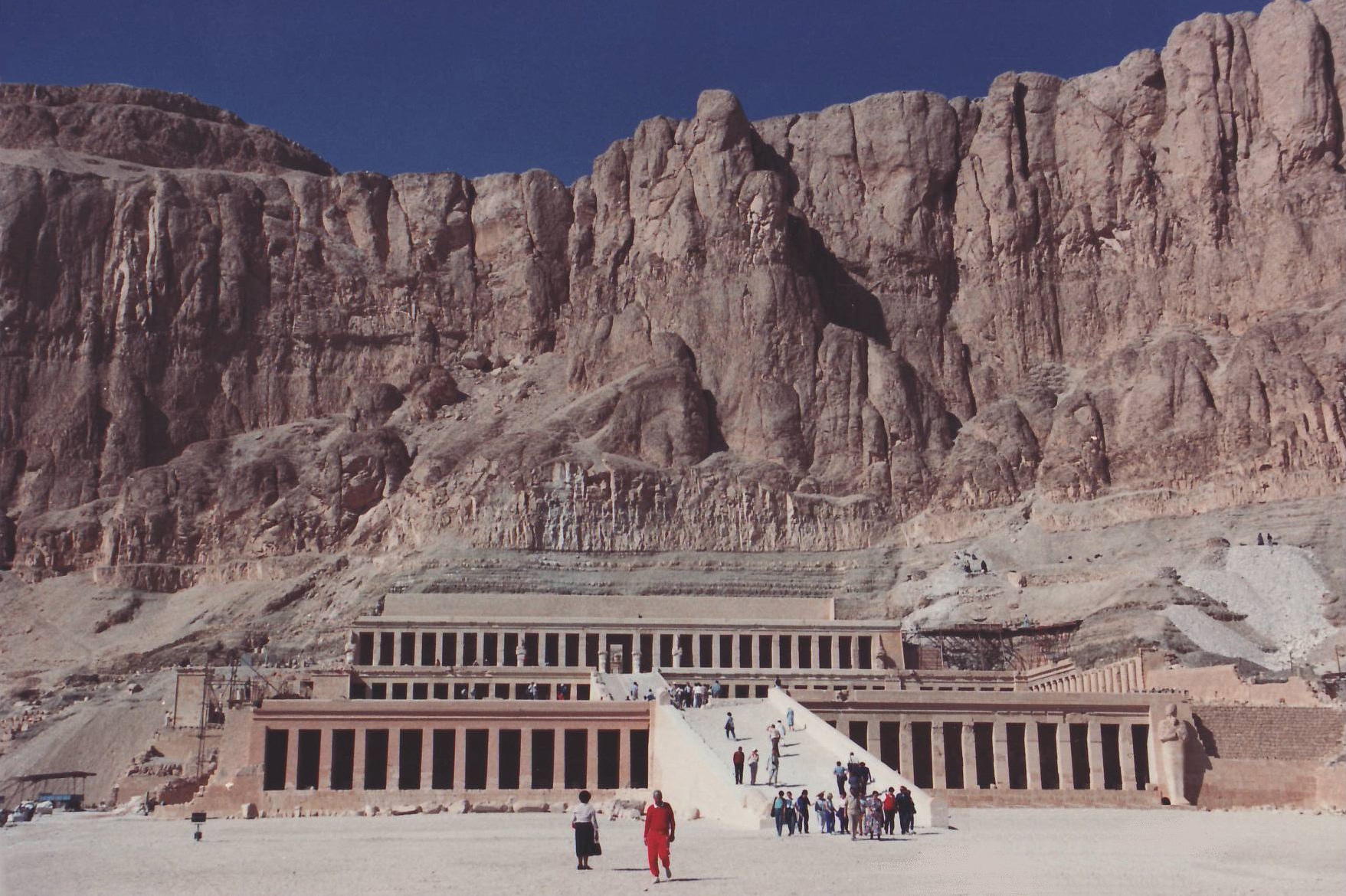
Ngôi đền được thiết kế bởi Senenmut